# St George’s In the Fields

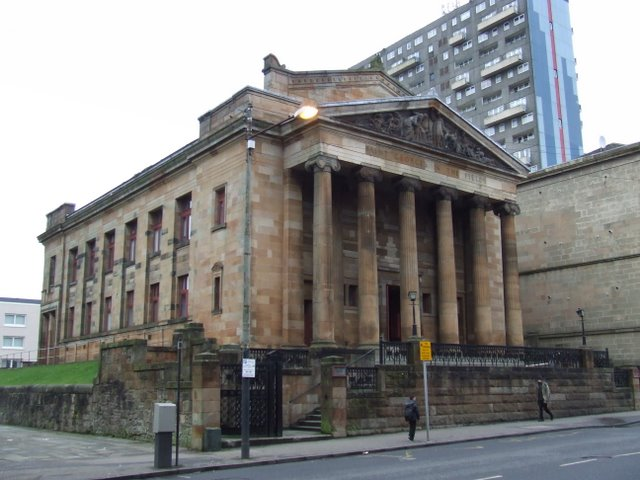
St George’s In the Fields

Die St George’s In the Fields ist ein heutiges Wohngebäude und ehemaliges Kirchengebäude in der schottischen Stadt Glasgow. 1966 wurde das Bauwerk in die schottischen Denkmallisten in der höchsten Denkmalkategorie A aufgenommen.

## Geschichte
Am Standort befand sich eine Vorgängerkirche, die zum Bau der Georgskirche abgebrochen wurde. Den Entwurf lieferten die schottischen Architekten David und Hugh Barclay. Für die skulpturale Ausgestaltung zeichnet William Birnie Rhind verantwortlich. Das Bau wurde 1886 abgeschlossen. 1989 wurde der Innenraum der zwischenzeitlich obsolet gewordenen Kirche umgebaut. Heute sind dort Wohnungen eingerichtet.

## Beschreibung
Das Gebäude steht an der St George’s Road nordwestlich des Glasgower Stadtzentrums. An der südostexponierten Frontseite tritt ein Portikus im Stile griechischer Tempelarchitektur mit sechs ionischen Säulen hervor. Der abschließende Dreiecksgiebel ist skulptural ausgestaltet. Er zeigt eine Szene der Speisung der Fünftausend. Die Eingangsportale sind mit Säulen und Pilastern ausgestaltet. Entlang der Seitenfassaden sind zweistöckig längliche Fenster verbaut. Ein griechisch ornamentiertes Zierband trennt die Geschosse. Unterhalb des schiefergedeckten Satteldaches verläuft ein Kranzgesims mit niedriger Brüstung. Im Innenraum sind keinerlei Originaldetails mehr vorhanden.